# Dejanice

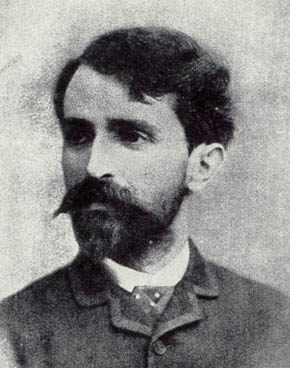
Alfredo Catalani

Dejanice är en italiensk opera i fyra akter med musik av Alfredo Catalani och libretto av Angelo Zanardini.

## Historia
Efter det ganska svala bemötandet som operan Elda fick var Catalani fast besluten att åstadkomma en succé. Han tillfrågade Verdis mångårige librettist Arrigo Boito om att förse honom med ett libretto. Boito sade nej men föreslog att Catalani använde sig av Zanardinis berättelse. Operan hade premiär den 17 mars 1883 på La Scala i Milano men fick ett ljumt mottagande.

## Personer
- Dàrdano (baryton)
- Argelia (sopran)
- Dejanice (sopran)
- Admèto (tenor)
- Làbdaco (bas)

## Handling
Handlingen utspelas i Syrakusa på 400-talet f.Kr. De älskande Argelia och Admèto skils åt på grund av olika sociala klasser. Skurken Dàrdano frestar kurtisanen Dejanice med en fint att friköpa sin ära om hon hjälper honom att förstöra Admètos och Argelias kärlek. Själv är Dejanice kär i Admèto och svartsjuk på Argelia, men hon går motvilligt med på planen. Admèto inväntar Argelias entré men Dejanice konfronterar Argelia i syfte att kidnappa och döda henne. Men hon rörs av Argelias och Admètos uppriktiga kärlek så till den grad att hon offrar sig själv genom att först knivhugga Dàrdano och sedan sig själv.